# Карл фон Фішер-Троєнфельд
Теодор Фердинанд Карл фон Фішер-Троєнфельд (нім. Theodor Friedrich Karl von Fischer-Treuenfeld; 31 травня 1885, Фленсбург — 7 червня 1946, Гіссен) — німецький офіцер, группенфюрер СС і генерал-лейтенант військ СС. Кавалер Німецького хреста в золоті.

## Біографія
7 квітня 1903 року вступив у 4-й гвардійський польовий артилерійський полк. В 1912-14 роках навчався у військовій академії. Учасник Першої світової війни, ад'ютант Лейб-гусарської бригади, командир ескадрону 1-го гусарського полку. В 1916 році переведений в Генштаб. В 1920 році демобілізований. Працював у торгівлі. 1 травня 1939 року вступив у СС (посвідчення №323 792) і частини посилення СС. Членом НСДАП ніколи не був.
З серпні 1939 по квітень 1940 року — інспектор юнкерських училищ СС. В травні 1940 року відряджений в штаб дивізії посилення СС. Учасник Польської і Французької кампаній, а також німецько-радянської війни. В травні-жовтні 1941 року — командир 2-ї мотопіхотної бригади СС. З 1 грудня 1941 по 26 серпня 1942 року — командувач військами СС в імперському протектораті Богемії і Моравії, одночасно командував військами СС в області Північний Схід (10-24 квітня 1941) і Північний Захід (18 січня — 30 квітня 1941). З 14 липня 1942 року — командувач військами СС на півдні Росії. З 15 листопада 1943 по 27 квітня 1944 року — командир 10-ї танкової дивізії СС «Фрундсберг». З травня 1944 року — командувач військами СС в Італії, одночасно з 21 по 25 липня 1944 року — командир 6-го танкового корпусу СС. В травні 1945 року взятий в полон англо-американськими військами. Наклав на себе руки в таборі для військовополонених.

## Звання
- Фанен-юнкер (7 квітня 1903)
- Лейтенант (18 серпня 1904)
- Майор запасу (1920)
- Оберфюрер СС (1 травня 1939)
- Бригадефюрер СС і генерал-майор військ СС (9 листопада 1940)
- Группенфюрер СС і генерал-лейтенант військ СС (30 січня 1944)

## Нагороди
- Залізний хрест 2-го і 1-го класу
- Королівський орден дому Гогенцоллернів, лицарський хрест з мечами
- Нагрудний знак «За поранення» в чорному
- Почесний хрест ветерана війни з мечами
- Кільце «Мертва голова»
- Почесна шпага рейхсфюрера СС
- Застібка до Залізного хреста 2-го і 1-го класу
- Медаль «За зимову кампанію на Сході 1941/42»
- Німецький хрест в золоті (8 травня 1944)